# Adama Ba
Adama Ba (né le 27 août 1993 à Sélibabi en Mauritanie) est un footballeur international mauritanien. Il évolue au poste de milieu offensif ou d'ailier au RS Berkane.

## Carrière

### Parcours en club

#### Formation
Il débute au FC Sebkha en Mauritanie et rejoint la France à l'âge de 11 ans. Il débute alors avec le club amateur du Metallo Sport Chantenaysien (Nantes).
Il est repéré par le Stade brestois qu'il rejoint en 2010.

#### Stade brestois
À son arrivée, il intègre l'équipe U-19, puis celle de CFA2 (8 matchs, 1 but en 2010-2011).
En 2012 CFA2 (11 matchs, 7 buts) et avec les U19, il dispute 8es de finale contre Lille (le LOSC) et une demi-finale de Coupe Gambardella contre Saint-Étienne,.
Il rentre en jeu pour la première fois en Ligue 1 le 27 août 2011 à la fin de la rencontre contre Nice. Il se fait remarquer en réalisant sa première passe décisive contre Lyon lors de la 36e journée de Ligue 1.
En juin 2012, il signe son premier contrat professionnel. Le 8 juillet 2013, il résilie, à l'amiable, son contrat qui courait jusqu'en 2015 car il n'entrait pas dans les plans du nouvel entraîneur, Alex Dupont.

#### Sporting Club de Bastia
Le 9 juillet 2013, Adama Ba s'engage pour trois ans en faveur du Sporting Club de Bastia.
Dès son premier match avec le club corse, le 17 août 2013, il inscrit son premier but en Ligue 1 contre le Valenciennes FC, quatre minutes après être entré en jeu (victoire 2-0).
Le 5 août 2014, Adama Ba est prêté une saison aux Chamois niortais, club de Ligue 2, afin d'acquérir du temps de jeu.
Le 26 août 2015, il résilie son contrat avec le Sporting Club de Bastia. Quelques heures plus tard, il s'engage avec l'AJ Auxerre.

### Parcours en sélection
Adama Ba est un espoir pour la sélection mauritanienne de Patrice Neveu,.
Ba est appelé pour la première fois en équipe de Mauritanie par Patrice Neveu pour un match amical contre l'équipe du Canada, disputé le 8 septembre 2013, lors duquel il est titulaire (0-0). Deux jours plus tard, il marque son premier but pour la Mauritanie, lors d'un autre match amical face au Canada (victoire 1-0).
Au total, il cumule 27 sélections et 5 buts avec l'équipe de Mauritanie.

## Statistiques

### Statistiques détaillées par saison
Le tableau ci-dessous récapitule les statistiques d'Adama Ba en match officiel :

| Saison                | Club                    | Championnat           | Championnat | Championnat | Championnat | Coupe nationale | Coupe nationale | Coupe nationale | Coupe de la Ligue | Coupe de la Ligue | Coupe de la Ligue | Mauritanie | Mauritanie | Mauritanie | Total | Total | Total |
| Saison                | Club                    | Division              | M.          | B.          | P.d.        | M.              | B.              | P.d.            | M.                | B.                | P.d.              | M.         | B.         | P.d.       | M.    | B.    | P.d.  |
| 2011-2012             | Stade brestois          | Ligue 1               | 8           | 0           | 1           | 0               | 0               | -               | 0                 | 0                 | -                 | 0          | 0          | -          | 8     | 0     | 1     |
| 2012-2013             | Stade brestois          | Ligue 1               | 7           | 0           | 0           | 0               | 0               | -               | 1                 | 0                 | -                 | 0          | 0          | -          | 8     | 0     | 0     |
| Sous-total            | Sous-total              | Sous-total            | 15          | 0           | 1           | 0               | 0               | -               | 1                 | 0                 | -                 | 0          | 0          | -          | 16    | 0     | 1     |
| 2013-2014             | SC Bastia               | Ligue 1               | 12          | 3           | 1           | 0               | 0               | -               | 1                 | 0                 | -                 | 8          | 2          | -          | 21    | 5     | 1     |
| Sous-total            | Sous-total              | Sous-total            | 12          | 3           | 1           | 0               | 0               | -               | 1                 | 0                 | -                 | 8          | 2          | -          | 21    | 5     | 1     |
| 2014-2015             | Chamois niortais (prêt) | Ligue 2               | 27          | 3           | 1           | 2               | 0               | -               | 1                 | 0                 | -                 | 3          | 1          | -          | 33    | 4     | 1     |
| Sous-total            | Sous-total              | Sous-total            | 27          | 3           | 1           | 2               | 0               | -               | 1                 | 0                 | -                 | 3          | 1          | -          | 33    | 4     | 1     |
| 2015-2016             | AJ Auxerre              | Ligue 2               | 30          | 3           | 1           | 0               | 0               | -               | 0                 | 0                 | -                 | 4          | 0          | -          | 34    | 3     | 1     |
| 2016-2017             | AJ Auxerre              | Ligue 2               | 23          | 3           | 1           | 4               | 0               | -               | 2                 | 0                 | -                 | 0          | 0          | -          | 29    | 3     | 1     |
| Sous-total            | Sous-total              | Sous-total            | 53          | 6           | 2           | 4               | 0               | -               | 2                 | 0                 | -                 | 4          | 0          | -          | 63    | 6     | 2     |
| Total sur la carrière | Total sur la carrière   | Total sur la carrière | 107         | 12          | 5           | 6               | 0               | 0               | 5                 | 0                 | 0                 | 15         | 3          | 0          | 133   | 15    | 5     |

### Buts en sélection
Le tableau suivant liste les résultats de tous les buts inscrits par Adama Ba avec l'équipe de Mauritanie.

| But | Date              | Stade, ville, pays                                    | Adversaire | Résultat | Match, compétition      |
| --- | ----------------- | ----------------------------------------------------- | ---------- | -------- | ----------------------- |
| 1er | 10 septembre 2013 | Oliva Nova Golf & Beach Resort, Oliva, Espagne        | Canada     | V 0-1    | Amical                  |
| 2e  | 12 avril 2014     | Stade olympique de Nouakchott, Nouakchott, Mauritanie | Maurice    | V 1-0    | Qualifications CAN 2015 |
| 3e  | 31 mars 2015      | Stade olympique de Nouakchott, Nouakchott, Mauritanie | Niger      | V 2-0    | Amical                  |

## Palmarès

### En club
RS Berkane
- Coupe du Maroc (2) :
  - Vainqueur : 2021 et 2022.